# Червоная Долина (Сахновщинский район)
Червоная Долина (укр. Червона Долина) — село, 
Аполлоновский сельский совет,
Сахновщинский район,
Харьковская область.
Код КОАТУУ — 6324880505. Население по переписи 2001 года составляет 7 (3/4 м/ж) человек.

## Географическое положение
Село Червоная Долина находится на правом берегу реки Орелька,
выше по течению на расстоянии в 1 км расположено село Лесовка,
ниже по течению на расстоянии в 2,5 км расположено село Красная Горка.
Русло реки используется под Канал Днепр — Донбасс.
Рядом проходит автомобильная дорога Т-2109.

## История
- 1890 — дата основания как село Лиман.
- 1927 — переименовано в село Червоная Долина.

## Экономика
- Молочно-товарная ферма.